# یواس‌اس بری (دی‌دی-۹۳۳)
یواس‌اس بری (دی‌دی-۹۳۳) (به انگلیسی: USS Barry (DD-933)) یک کشتی بود که طول آن ۱۲۸ متر (۴۲۰ فوت) بود. این کشتی در سال ۱۹۵۵ ساخته شد.